# Paul von Leszczynski

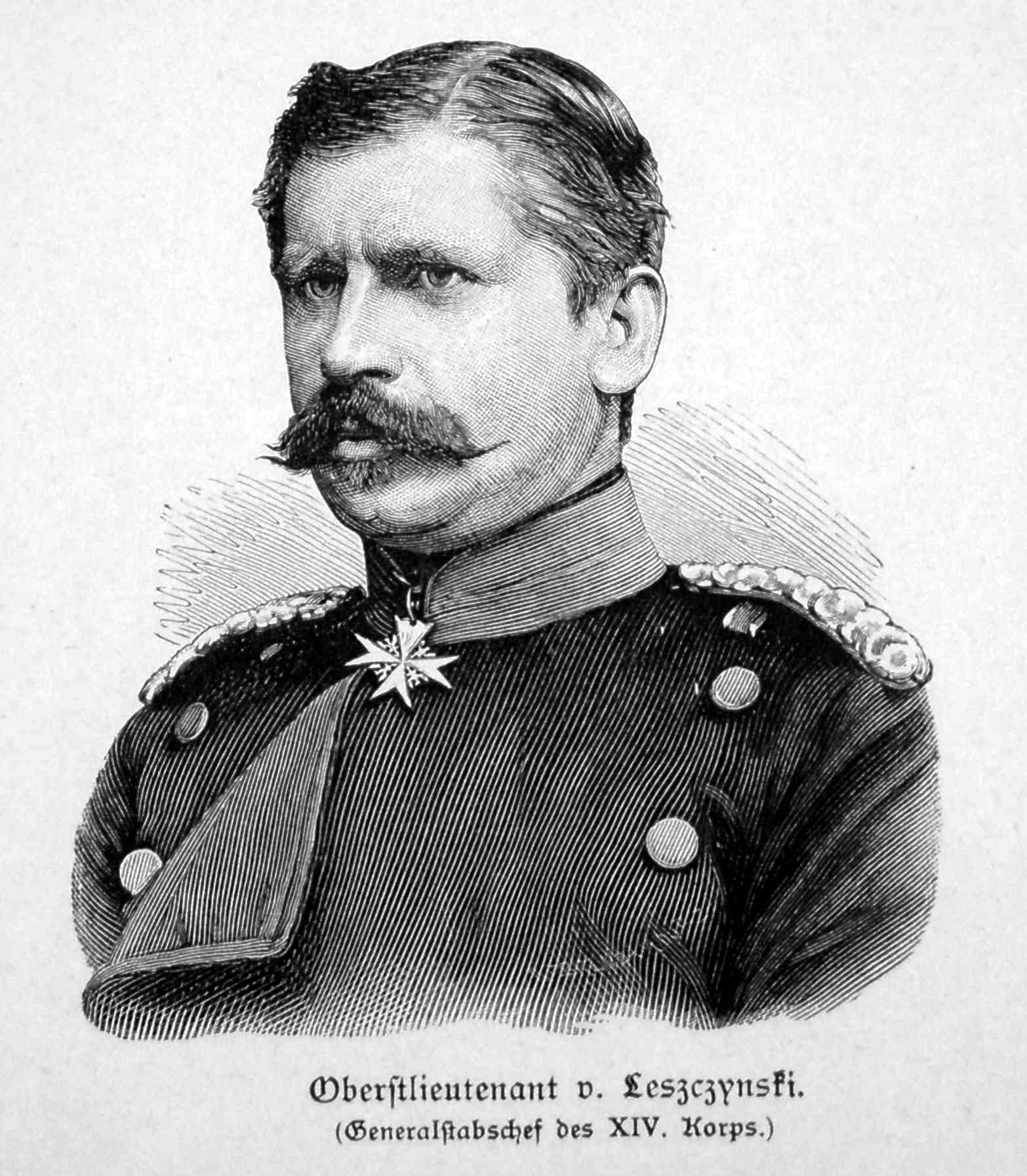
Oberstleutnant von Leszczynski

Paul Stanislaus Eduard von Leszczynski (* 29. November 1830 in Stettin; † 12. Februar 1918 in Repten) war ein preußischer General der Infanterie.

## Leben

### Herkunft
Paul entstammte dem hohen polnischen Adelsgeschlecht der Leszczyński. Er war der Sohn des Oberstleutnants a. D. Ernst Wilhelm Heinrich Ferdinand von Leszczynski (* 28. Oktober 1797 in Magdeburg; † 23. Februar 1863 in Berlin) und dessen Ehefrau Laurette Antonie Berta, geborene von Winterfeld (* 23. Oktober 1803 in Stettin; † 18. Mai 1870 in Boostedt).

### Militärkarriere
Leszczynski besuchte zunächst die Höhere Bürgerschule in Torgau, war dann Kadett in Potsdam und Berlin und trat am 14. April 1848 in das Infanterieregiment Nr. 20 der Preußischen Armee ein. Mit diesem machte er den Feldzug gegen Dänemark mit und kämpfte bei Schleswig und Düppel. 1849 nahm er am Feldzug gegen die Aufständischen in Baden teil.
Im Deutsch-Dänischen Krieg 1864 war er Teilnehmer an der Erstürmung der Düppeler Schanzen und an der Einnahme von Alsen. Im gleichen Jahr wurde er in den Generalstab versetzt. Im Deutschen Krieg 1866 war er an der Schlacht bei Königgrätz beteiligt und wurde anschließend zum Major ernannt.
1867 trat Leszczynski als Chef des Generalstabs in badische Dienste. Im Deutsch-Französischen Krieg 1870/71 war er zeitweise Chef des Belagerungskorps von Straßburg, später Chef des Generalstabs des XIV. Armee-Korps und beteiligte sich an den Schlachten und Belagerungen von Wörth, Straßburg, Epinal, Villersexel und Belfort.
Nach dem Friedensschluss 1871 wurde Leszczynski wieder in preußische Dienste aufgenommen und 1877 zum Generalmajor und 1878 zum Kommandeur der 4. Garde-Infanterie-Brigade ernannt. 1880 arbeitete er als Mitglied der Studienkommission der Kriegsakademie, im Jahr darauf wurde er zum Inspekteur der Jäger und Schützen ernannt. Nachdem er 1883 zum Generalleutnant und Kommandeur der 15. Division in Köln ernannt worden war, nahm er 1884 an Manövern in Russland teil. Anschließend wurde er zur 11. Division versetzt.
1888 wurde Leszczynski nach seiner Beförderung zum General der Infanterie Kommandierender General des IX. Armee-Korps und 1891 Chef des Infanterie-Regiments „Markgraf Karl“ (7. Brandenburgisches) Nr. 60. Im gleichen Jahr wurde er mit Pension zur Disposition gestellt.
1905 wurde Paul von Leszczynski aus allerhöchstem Vertrauen ins Preußische Herrenhaus auf Lebenszeit berufen.

### Familie
Leszczynski hatte am 19. Mai 1862 in Berlin Hedwig Klara von Winterfeld (1835–1901) geheiratet. Aus der Ehe ging der Sohn Paul (1863–1884) sowie die Tochter Hedwig (* 1872) hervor, die Wolfgang Gans zu Putlitz, preußischer Hauptmann a. D. und Herr auf Barskewitz heiratete.